# Bivacco della Brenva
Das Bivacco della Brenva ist eine Biwakschachtel der Sektion Club Alpino Accademico Italiano des Club Alpino Italiano. Es liegt im oberen Val Veny auf 3060 m s.l.m. Höhe auf dem Gemeindegebiet von Courmayeur.

## Geschichte
Das Bivacco della Brenva wurde 1929 erbaut und 2016 renoviert. Es weist dem damals üblichen Minimalstil entsprechend, der auch bei den Biwakschachteln Bivacco Piero Craveri und Bivacco Adolfo Hess anzutreffen ist, eine Grundfläche von 2 × 2,25 Meter bei einer Höhe von nur 1,25 Meter auf und bietet vier bis fünf Schlafplätze ohne jeden Komfort. Bei einer Inspektion mehrerer benachbarter Biwaks durch den Club Alpino Accademico Italiano wurde am 9. Oktober 2016 eine starke Beschädigung festgestellt. Die Blecheindeckung war verschoben, ein Teil der Holzkonstruktion lag frei und wurde teilweise zerstört angetroffen. Eine Instandsetzung erfolgte umgehend.

## Beschreibung
Das Biwak befindet sich auf einer Felsschulter zwischen dem Gletscher Ghiacciaio della Brenva und dem Tour Ronde. Die Konstruktion wurde aus einem mit Blech gedeckten Holzrahmen errichtet. Eine Beleuchtung ist nicht vorhanden, Wasser muss geschmolzen werden.

## Zugang
Der als anspruchsvoll geltende Zugang erfolgt von Entrèves und führt am Südportal des Mont-Blanc-Tunnels vorbei in vier bis fünf Stunden zum Biwak.

## Aufstiege
- Aiguille Blanche de Peuterey, 4112 m
- Aiguille Noire de Peuterey, 3772 m
- Dames Anglaises, 3610 m
- Tour Ronde, 3798 m
- Colle del Peuterey, 3934 m